# 22453 Shibusawaeiichi
22453 Shibusawaeiichi è un asteroide della fascia principale. Scoperto nel 1996, presenta un'orbita caratterizzata da un semiasse maggiore pari a 2,2581642 au e da un'eccentricità di 0,1835496, inclinata di 6,97050° rispetto all'eclittica.